# Zvonařství

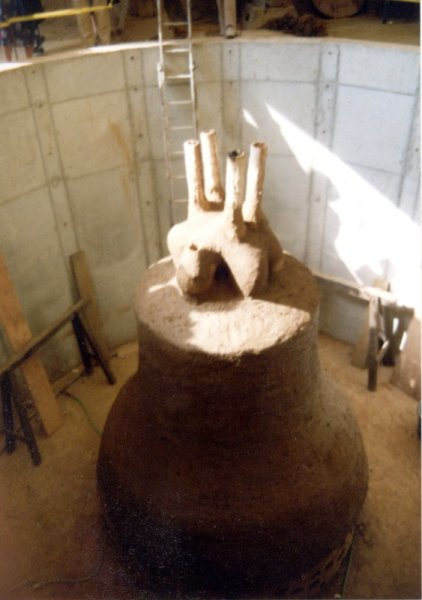
Forma

Zvonařství je řemeslo, převážně umělecké, jež produkuje zvony a zvonky k účelům časoměrným, náboženským, svátečním, hudebním anebo reprezentačním. Kovolitec, zabývající se výrobou zvonů, se nazývá zvonař.
V historii bylo zvonařství často spojeno s konvářstvím, jejich produkty byly kromě zvonů konve, hmoždíře či křtitelnice, ve válkách také děla a koule. Je to specializované umělecké řemeslo, kterému se věnuje i více příslušníků jedné rodiny. Často se řemeslo dědí z otce na syna, obdobně jako u výrobců klasických hudebních nástrojů, například houslařů). I zde se uplatňují kromě vysoké řemeslné zručnosti mnohé zkušenosti předků.

## Historie
Nejstarší zvony pocházejí z Mezopotámie a v 5. století před naším letopočtem byly keramické zvony doloženy v Číně. Následovala výroba kovových odlitků. Starověké evropské zvony jsou římské. První fragmenty zvonů z českého území pocházejí z konce 9. století z Velké Moravy a dále z 10. století ze slavníkovské Libice.
Velkého rozkvětu dosáhlo zvonařství v Evropě v 16. století, od té doby nedošlo k zásadním technologickým změnám. Nejvhodnějším materiálem pro výrobu zvonů zůstává zvonovina a základem výroby je hliněná forma, do níž se rozžhavený kov vlévá. Změny ve výrobním postupu spočívají ve stále přesnějším propočítávání zvonového žebra a v užívání některých dříve nedostupných technických prostředků – zvonařské pece se už nevytápějí dřevem, ale koksem nebo elektrickým proudem, k přesouvání forem se neužívá kulatiny a páky, nýbrž jeřábů, teplota je měřena teploměry, zvonaři mají žáruvzdorné obleky. Základní kostra však zůstává stejná dnes jako před čtyřmi sty lety.
Oproti průmyslové výrobě, resp. hromadnému odlévání běžných hutních výrobků ve slévárnách kovů bývá výroba velkých zvonů vždy záležitost jednorázová, jednoúčelová a provádí se na zakázku s vysokým podílem ruční práce.

## Forma pro odlévání

### Materiál
Forma pro odlévání zvonů se zhotovuje z rozemleté, přepálené a zkvašené hlíny (podobné cihlářské hlíně), která je smíšena s nepasterizovaným pivem a / nebo melasou, slámou, grafitem, kravskými chlupy a dalšími přísadami jako je např. mokrý papír, kobylince, kousky plátna či lýka, spálené rohy atp. – výběr a množství přísad závisí jednak na každém zvonaři a pak také na tom, zda se tato hlína užívá na vnitřní formu (jádro), střední (košili) či vnější (plášť). Hlína se musí nechat s pivem kvasit 6–8 týdnů. Ostatní přísady napomáhají zpevnění vlhké formy; při vypálení shoří a způsobí, že forma je při odlévání porézní. Sehnání a příprava správné hlíny je a ostatně vždycky byl jeden z největších problémů i pro zkušené zvonaře, zejména pokud dojde hlína z vyzkoušeného zdroje, protože testovat novou z jiného ložiska je složité a nákladné, proto se také hlína ze staré formy rozemele a užívá vícekrát.

### Jádro – vnitřní profil zvonu
Hlína se nejprve nanáší na cihlovou pec, která se alespoň zhruba podobná vnitřnímu profilu zvonu. Když je hlíny nanesena dostatečná vrstva, šablonuje se prknem z hruškového nebo javorového dřeva (dnes se ovšem často šablona vyrábí i z plechu), které má už přesný tvar vnitřního profilu zvonu a je upevněna na horní rotor. Tímto způsobem se snadno vytvoří velmi přesný tvar zvonu.

### Košile – falešný zvon
Následně – po uschnutí – se jádro pomaže šlichtou, vyrobenou z piva, smíšeného s popelem ze spálené vinné révy (a opět případných dalších přísad, v minulosti užívaných někdy z praktických, jindy jen z pověrečných důvodů, jako je prach ze spálené a drcené telecí lebky, křída, volská žluč, mléko, bílek, sůl, ocet atd.) a na tuto slabou izolační vrstvičku se nanese další jemnější hlína, z níž se vytvoří tzv. falešný zvon, neboli košile. Na falešný zvon, který se rovněž šablonuje, tentokrát šablonou ve tvaru vnějšího profilu zvonu, se také přilepí všechny reliéfy a další výzdoba, kterou zvonař hodlá zvon vybavit. Tyto reliéfy mohou být vyrobeny z vosku, nebo bývají ty, jež zvonař užívá často, předem připraveny z oceli. Vosk se připravuje smíšením včelího vosku s parafínem, v minulosti se užívala směs, tvořená čtyřmi díly vosku, dvěma díly pryskyřice a jedním dílem loje. Připravené ocelové reliéfy bývaly cenným artiklem pro jiné zvonaře, pokud se rozprodávala pozůstalost vymřelého nebo zkonfiskovaného zvonařského rodu, protože umožňovala vybavit zvonařskou dílnu zásobou těchto forem, které byly pýchou a bohatstvím každé dílny. Jinak zvonaři reliéfy buď nechávali vyrobit na zakázku u řezbáře či sochaře nebo svůj fond obohacovali tím, že snímali otisky reliéfů ze zvonů již existujících.
Množství reliéfů a obsah nápisů si zpravidla objednává donátor (sponzor) zvonu, avšak jejich rozmístění a definitivní podoba je v rukou zvonaře, takže i když se často týž reliéf opakuje na mnoha zvonech, celkovou kompozicí je každý zvon jedinečný. V minulosti, zejména v počátcích vývoje zvonařství, měl zvonař ve výběru výzdoby v zásadě volnou ruku, ale postupně se přání zadavatele stávala stále konkrétnější.
Výzdoba zvonů je v drtivé většině vystouplá, vhloubená je výjimkou, protože může snáze ohrozit výsledný zvukový obraz zvonu; přesto lze někdy nalézt vhloubené nápisy, především však na ocelových nebo mosazných zvonech, do nichž se výzdoba vysekává až po odlití, což je snazší než pracná příprava liter z vosku. Někdy ovšem na zvonech byly části nápisů i reliéfy druhotně vysekány, například když si katolíci nepřáli mít na zvonu husitský motiv.
Kromě detailů se z vosku vyrábí také celá koruna zvonu, která se tvoří zvlášť a se zbytkem formy se sesazuje až před litím. Vzhledem k tomu, že tvar koruny nemá vliv na kvalitu zvuku zvonu, může být její tvar a výzdoba velmi variabilní. Každá zvonárna tak používá své vlastní typy zvonových korun, což nám u historických zvonů může pomoci k určení původu některých zvonů bez signatury zvonaře.

### Plášť – vnější profil zvonu
Po dokončení formy falešného zvonu se i tento pomaže šlichtou a na něj se nanáší plášť, svrchní vrstva hlíny – nejprve opatrně, štětcem a ručně se vmačkává ke košili, aby se výzdoba zvonu dokonale obtiskla. Když je plášť silný asi 5–10 cm, rozestře se na něj hustá spleť lněných vláken a na další vrstvu hlíny se zasadí zpravidla čtyři kovové obruče, což oboje slouží jako výztuha. Na obruče lze také zavěsit řetěz, který pak umožňuje snadnou manipulaci s formou. V minulosti se jako nouzové řešení někdy užívaly též obruče dřevěné. U forem velkých rozměrů se může výztuha zasadit též do jádra (tzv. krnez), aby nedošlo k provalení zvonoviny dovnitř. Potom se vytvoří další silná vrstva pláště a následně se celá forma vypálí.

### Úprava formy před litím
Po vychladnutí formy se plášť nadzdvihne, košile se odstraní a případně se upraví nedostatky, vzniklé vysoušením formy, drobné praskliny se zamažou směsí, složené z cihlové moučky, vápna a bílku. Poté se plášť pečlivě zasadí zpět. Forma, která je zbudována v licí jámě, se pak upěchuje hlínou a pískem, stejně jako vnitřek jádra. Zvonové formy potřebují spíše sušší, teplejší počasí, v zimě snadno praskají, a proto se v zimě zvony zpravidla neodlévaly. Ovšem pokud už forma byla hotová, neměla příliš dlouhou trvanlivost, a proto po jejím dokončení bylo třeba k odlévání přikročit co nejdříve.

## Odlévání zvonu

### Tavicí pec
Když je forma zhotovena, připraví se pec na roztavení zvonoviny. Konstrukce pece prošla dlouhým vývojem a závisela také na množství taveného kovu (už od 15. století se odlévalo i více zvonů najednou) nebo třeba i na tom, zda k tavbě docházelo v dílně, či mimo ni. Nejstarší pece byly šachtové, od 15. století též plamenné, vytápěné dřevem, později koksem. Dřeva, které muselo být mladé a dokonale suché (nejlépe smrkové), se spotřebovalo značné množství a zvonař měl vždy starost, aby ho na tavbu zbylo dost. Pece se stavěly z cihel i kamení; teplota se v nich zvyšovala pomocí měchových dmychadel. Musely mít dobrý tah, což záviselo nejen na jejich výstavbě, ale také na počasí, přesně řečeno na teplotě, atmosférickém tlaku a větru. Odtud pochází lidové rčení „je jasno, že by mohl zvony lejt.“ Dnes se zpravidla užívají pece elektrické.

### Tavba
Aby se kov nespálil, musí se tavit velmi pomalu, 7–10 hodin, zvlášť cín a zvlášť měď, neboť tyto kovy mají odlišnou teplotu tání, a proto by se cín stihl z mědi vypařit. Choulostivější na správnou teplotu při tavbě je cín, který se snadno „spálí“, tj. ztratí svou přirozenou barvu a s ní i některé vhodné vlastnosti, nebo naopak zůstane pórovitý. V průběhu tavby se kov míchá a z hladiny se snímá oxidovaný škraloup. Na měření teploty se dnes užívají teploměry, ale i tak je to do značné míry dosud závislé na zkušenosti zvonaře, který pomícháním kovu odhadne, zda má kov správnou konzistenci a může se přikročit k lití.
Zkoušky teploty a správného složení bronzu se dříve dělaly běžně, protože na zkušenosti zvonaře byl postup zcela závislý. Složení se nejčastěji odhaduje z barvy kovu – malé množství kovu se ulije na zem, po ztuhnutí se rozbije a podle barvy a konzistence lomu zvonař rozhodne, zda není třeba přidat některý kov.
Na zkoušku teploty existovalo několik návodů – kov má správnou teplotu, pokud hrst mouky vhozená do lázně shoří bez kouře, pokud kov z nálevky teče tence, pokud se vnořená a následně vytažená hrudka mědi ihned rozpustí. Zvonař by měl vždy pečlivě dbát na to, aby byl kovu dostatek. Přitom je nutné počítat s tím, že část kovu, asi 5–8 %, při tavbě vždycky „shoří“. Zvonaři zpravidla počítali s 10 %, jednak aby měli jistotu, že jim kov vybude, a navíc si tímto způsobem mohli trochu přivydělat. Pokud se přece jen stane, že je kovu málo, je možné zvon znovu rozžhavit a kov dolít, jde ovšem o velmi riskantní proces, ke kterému se zvonaři uchylovali jen v krajní nouzi. Jestliže kov naopak přebyde, tak se ulije do několika oválných forem (asi stopu dlouhých, nazývaných pro svůj tvar „housky“), které zvonař může uschovat pro pozdější užití.
Když je měď rozžhavena na správnou teplotu, asi 1100 °C, do lázně se přidá cín a po dokonalém promísení se může přikročit k lití. Těsně předtím se ovšem do kovu vhodí několik hrudek mědi s 15 % fosforu, který na sebe naváže nečistoty a způsobí, že struska vyplave na povrch, odkud se sejme a kov je dokonale čistý.

### Lití
Zvonovina se licími kanálky vpustí do předehřáté formy. Kvůli nečistotám, které se často usazují v kanálcích – i přes jejich pečlivé vyčištění – zvonařovi pomocníci hlídají tekoucí kov a nečistoty zachycují hradítkem. Zvony menších rozměrů se raději odlévají přímo z nádoby, v níž se zvonovina tavila. Lití musí probíhat správnou rychlostí – tak, aby kov měl dostatečný tlak a pronikl do všech částí formy, ale aby se zase stíhal zcela usadit. Po naplnění formy se krátkou chvíli počká a při poklesu hladiny se zbytek dolije. Na vrchol formy do žhnoucího kovu se potom vhodí několik hrstí borových šišek, které vzplanou a udržují tak potřebnou teplotu, aby zvonovina v horní části zvonu nezchladla příliš rychle. Právě ve fázi tavby a lití kovu se nejvíce projevuje zvonařova zkušenost.
Jak vidno, proces výroby zvonů je velmi zdlouhavý a nesnadný a jeho výsledek zvonař pozná až na samém konci, kdy na zvon zazvoní a zjistí, zda má očekávaný tón. Ne nadarmo se proto v anglicky mluvících zemích užívá rčení „he’s surprised as a bellfounder“ (je překvapený jako zvonař).

## Dokončovací práce

### Chladnutí odlitku
Po odlití se forma nechá chladnout. Doba chladnutí velmi závisí na velikosti zvonů – malé zvonky vychladnou za pár dní, zvony velkých rozměrů až za několik týdnů. Ovšem v minulosti často panovala obava, aby hliněná forma v zemi nenatáhla vlhkost, a tak zvon neroztrhla, a proto se raději zvonaři snažili vytáhnout formu co nejdříve, třebaže byl kov ještě žhavý. Vytažení těžké formy z jámy se provádělo tak, že se střídavě na stranách pozvedala pákami a podsypávala pískem, což jistě vyžadovalo značnou sílu, šikovnost i trpělivost.

### Čištění
Po vytažení zvonu z licí jámy a odstranění formy se zvon „na mokro“ pískuje korundem s vodou, protože vlivem pomalého chladnutí má zvon na povrchu nepěkně špinavou až černou barvu. Mezi detaily se drhne mosaznými nebo ocelovými kartáči. Úpravy povrchu však nejsou příliš rozsáhlé, jednak proto, že na povrchu zvonu se po odlití vytvoří jakási slupka, tzv. licí kůra, která má odlišné krystalické vlastnosti a pozitivní vliv na kvalitu zvuku zvonu, a jednak proto, že zvonovina je velmi tvrdý kov, a proto nelze zvon v pravém slova smyslu cizelovat, nýbrž pouze odseknout nějaký zbytek (tzv. otřep), které vznikají na místech licích a výfukových kanálků.
V moderní době bývají některé reliéfy na zvonech i polychromovány, především pozlacovány. V Rusku je tento trend zcela běžný, u nás polychromie zvonů hlubší kořeny nezapustila. Zřídka se v minulosti možná zvony polychromovaly i více barvami, ale běžné to asi nebylo nikdy, neboť to máme doloženo jen v několika ojedinělých případech. (Např. zvon z roku 1736 v Častrově (okr. Pelhřimov) v kostele sv. Mikuláše nebo zvon z roku 1599 ve Vidicích (okr. Kutná Hora) v kostele sv. Mikuláše).
Z důvodu konzervace před holubím trusem a kyselým ovzduším bývají dnes zvony před zavěšením pokrývány vrstvou vosku, která pak alespoň dočasně zvon chrání.

## Srdce zvonu

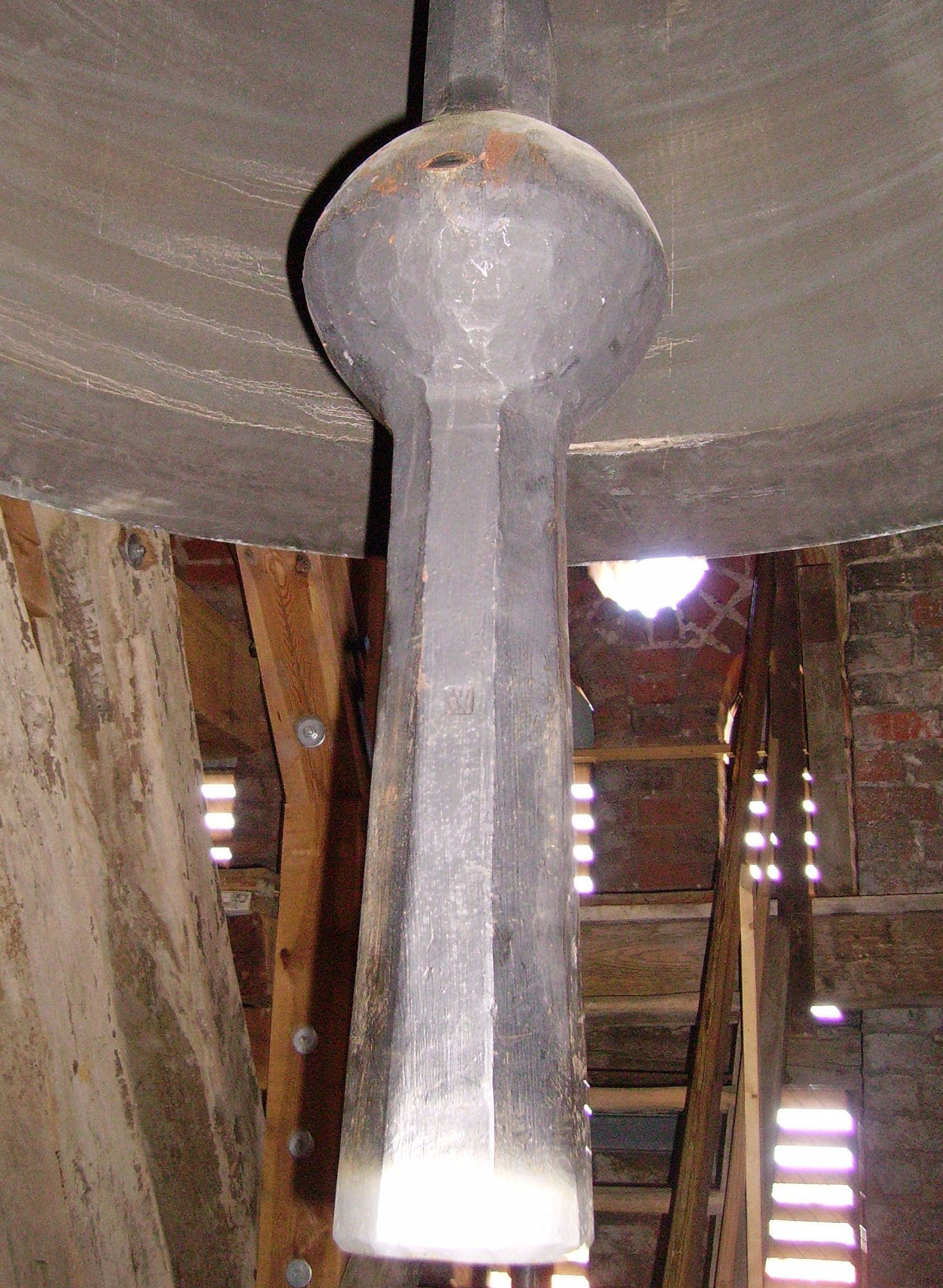
Ukázka srdce u velkého kostelního zvonu

Srdce zvonu se vyrábí ze železa, které má být o něco měkčí, než je zvonovina, aby nedošlo k poškození zvonu. Tvar pěsti (nejširší, úderové části srdce), celkový tvar srdce a jeho hmotnost by měly respektovat tvar a hmotnost zvonu, stáří zvonoviny, způsob zavěšení, četnost zvonění a další kritéria. Nejlepší tvar pěsti srdce je hruškovitý, kulovitá pěst je také dobrá, ale při prudkém zvonění může bít příliš vysoko. Zploštělé nebo dokonce hranaté pěsti jsou méně vhodné. Hmotnost srdce tvoří asi 3,5 % celkové hmotnosti zvonu; šířka srdce v nejsilnější části, má být asi 5/3 šířky věnce.
Se správnou délkou srdce zpravidla zvonaři problémy neměli, ale někdy docházelo k chybám při neodborném převěšování srdce zvonu. Srdce bývá málokdy zdobeno, nejčastější jeho výzdoba je kovářův monogram či signatura, některá srdce však mívají na pěsti i pěkné ornamenty nebo dokonce nápisy.
Srdce se zavěšuje na vnitřní ucho, což je železné poutko, zalité do těla zvonu při výrobě. Přímé spojení srdce se zvonem by bylo příliš křehké a nemělo dlouhou trvanlivost. Proto se srdce s tělem spojuje koženým pásem, tzv. bandalírem, buď přímo, nebo u velkých zvonů složitějším způsobem, kdy je bandalír ještě zajištěn kovovými plátky po stranách. U malých zvonků stačí k zavěšení srdce drát.
Bandalír je tvořen čtyřmi až šesti pruhy dobře promaštěné kůže, zpravidla hověziny – i když zvonaři činili pokusy i s jinými kůžemi, např. ve 12. století se za nejvhodnější považovala kůže z jeleního krku (právě z krku, protože se věřilo, že na zranitelném místě je kůže zvířete nejpevnější), ruští zvonaři zase nedali dopustit na kůži z mrože.
I když je srdce správně vyrobeno a zavěšeno, přece jen vyžaduje častější kontrolu než samotný zvon, protože se rychleji opotřebuje a také bandalír se může časem protáhnout a srdce pak bije pod úhozový okruh. Trvanlivost srdce lze velmi zhruba odhadnout na jedno až dvě století při denním užívání – vzpomeňme na rozruch, který způsobilo puklé srdce největšího českého zvonu „Zikmund“ ze Svatovítské katedrály v červnu roku 2002.

## Zavěšení zvonu

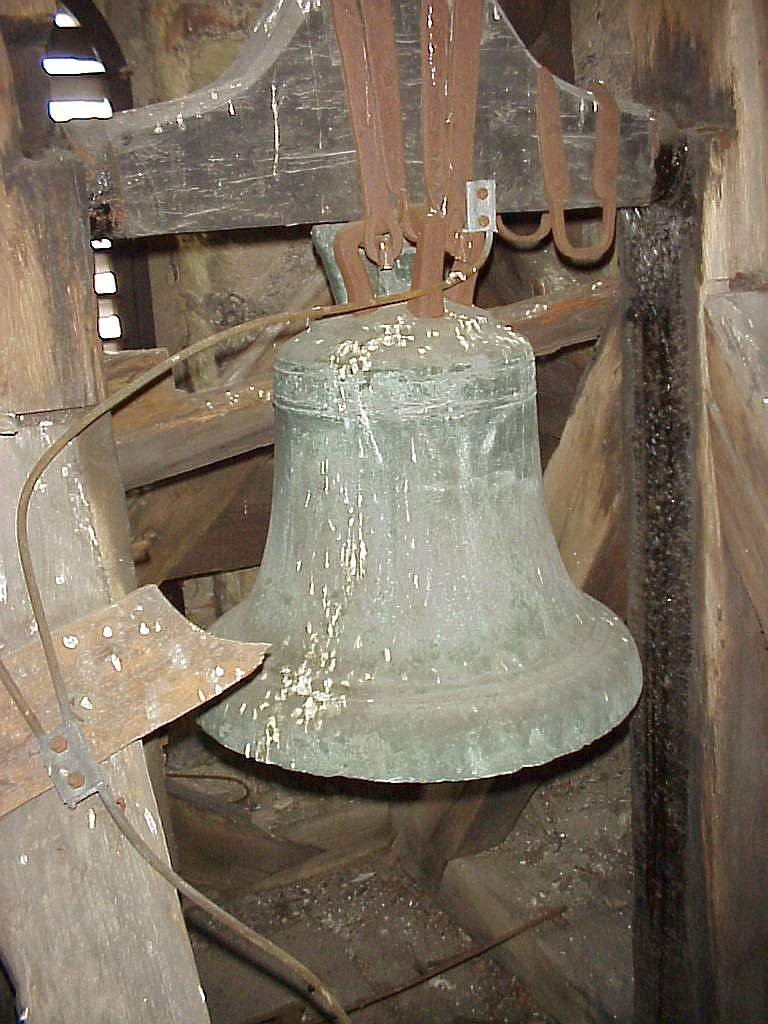
Hlava zvonu
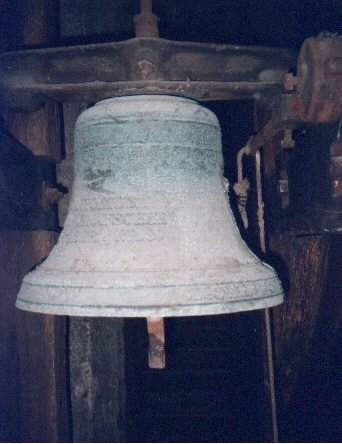
Závěs zvonu
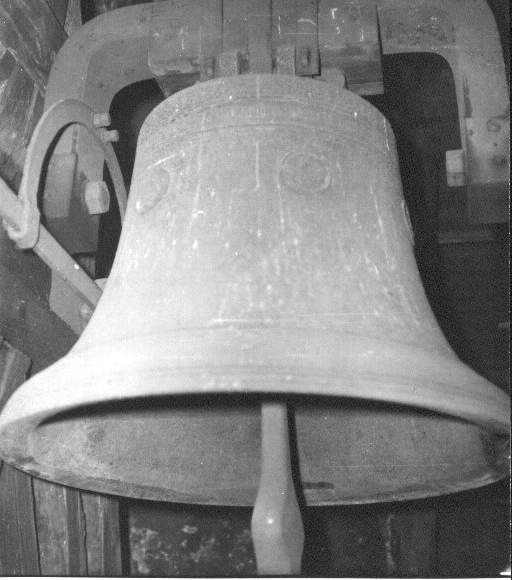
Zalomený závěs zvonu

### Zvonové hlavy a závěsy
Velikost zvonové hlavy a vůbec celé zvononosné konstrukce jsou vedle bezchybného odlití zvonu jeden z nejpodstatnějších faktorů, zajišťujících jeho kvalitní zvuk a trvanlivost, a proto by na její výstavbu (případně opravu) měl dohlížet sám zvonař nebo jiný odborník. Hlavu i konstrukci je možno pořídit buď ze dřeva, přičemž nejkvalitnější je dřevo dubové, anebo z válcované oceli. Pokud je nosník zvonu dřevěný, nazýváme ho hlava, pokud ocelový, mluvíme o závěsu.
Ocelový závěs je sice lacinější a prostorově úspornější, avšak hůře vede zvuk zvonu a má i jiné nevýhody. Protože závěs zvonu je těžší než hlava, příliš vyvyšuje těžiště zvonu, takže při rozhoupávání dochází k menšímu výkyvu a jeho zvuk nevyzní tak plně, jelikož údery po sobě následují příliš rychle; navíc to z hlediska staletí vede k daleko rychlejšímu opotřebení zvonu. Zejména nevhodné jsou závěsy zalomené, které by se měly uplatňovat výhradně tam, kde rozměry věže neumožňují zavěšení zvonu na hlavě. Ač se to může zdát zvláštní, dřevěná hlava je i mnohem trvanlivější než ocelový závěs, pokud se proti hnití pravidelně lakuje (stejně tak se musí lakovat i závěsy, aby se zabránilo korozi). U závěsů totiž dochází k únavě materiálu, takže jejich životnost je jen asi šedesát let, naopak hlava může přetrvat i několik století; ani červotoči se v ní nedrží, pakliže je zvon pravidelně užíván, protože jeho hluk tyto škůdce odpuzuje.

### Spojení zvonu a hlavy
Ke zvonové hlavě je zvon připevněn pomocí železných prutů, které jsou dva až čtyři na každé straně, dole spojené skobou, uprostřed přepásány a nahoře sešroubovány sponou. Hřídel hlavy je usazen v ocelových čepech v mosazných výkyvných valivých nebo dříve kuličkových či pánvicových ložiscích na zvonové stolici. Celá stolice někdy spočívá ještě na pérech, aby se mírnil tlak na zdivo. Čepy zvonu je třeba čas od času promazat, k čemuž se kromě jiného někdy tradičně užívá husí sádlo. Lidová pověra říká, že mazání na zvony lze užít jako spolehlivý lék proti nemocem kloubů.
Páka je k dolní části hlavy připoutána dvěma tzv. třmeny. Závěs je ve zvononosné konstrukci usazen podobně, mezi ním a zvonem však musí být asi 2 cm silná dřevěná podložka, aby kov zvonu a závěsu nebyly v přímém kontaktu.
Stejně tak je lépe i celou zvononosnou konstrukci vystavět ze dřeva, pokud je to prostorově a finančně schůdné, protože ocelová dostatečně netlumí mechanickou energii rozhoupaného zvonu. U malých zvonů pak může stolice zcela chybět a závěs zvonu se usazuje přímo na zdivo.
Se správným tvarem hlavy se zvonaři potýkali po celý středověk, ale na jeho konci už byly zvony zavěšovány tak jako dnes. Pokud hlava nemá správné rozměry, může zvon ohrozit – pokud je její osa položena příliš nízko, pak bije spíše zvon o srdce než srdce o zvon, čímž může snadno dojít k poškození zvonu; naopak čím je osa výš, tím je zvonění fyzicky náročnější.

### Vyzváněče
Od roku 1924 se v některých českých kostelích zavádějí elektrické vyzváněče k rozhoupávání zvonů, které nahrazují zvoníky. Zvonaři a odborníci se k tomu většinou staví negativně, protože vyzváněč nemá cit pro zvon a může jej poškodit. Nevýhodou vyzváněče je i to, že takto rozeznívaný zvon třeba i několik let nikdo nekontroluje.

## Údržba zvonů

### Pravidelná kontrola zvonů
Památkáři nabádají, že každý zvon by měl být pečlivě zkontrolován alespoň dvakrát za rok, aby byly včas zjištěny případné závady na zvonu, zavěšení či konstrukci. Chyba ve zvonové stolici se projevuje tak, že konstrukce vrže nebo se dokonce kýve, na zvonu by mělo být zkontrolováno, zda není příliš vytlučen věnec, zda srdce dopadá přímo na věnec a houpe se přímým obloukem, zda není porušen bandalír, a také dotáhnout a případně natřít zarezlé šrouby v pásech na hlavě a vyčistit zvon i celou zvonici od případných nečistot. Pokud je na konstrukci nebo zvonu zjištěna významnější závada, jakou je třeba rozbití srdce, je nejlépe nechat opravu na zvonaři a nepokoušet se poruchu odstranit svépomocí.
Charakteristická zelená patina se na zvonu bez voskové pokrývky vytvoří asi za 10–20 let, v závislosti na korozní agresivitě ovzduší.

### Puknutí zvonu
První dva roky při zvonění dochází k jevu, jemuž zvonaři říkají vyhrávání – kov se usazuje a u zvonu dochází k prodloužení rezonance, takže s trochou nadsázky lze říci, že dva roky starý zvon zní lépe než zvon nový.
Pokud je zvon správně odlitý a zavěšený, lze jeho životnost měřit na stovky let. Každý zvon se samozřejmě pomalu vytlouká, ovšem k vytlučení, které vyžaduje převěšení, dojde u kvalitního zvonu při denním užívání asi za dvě stě let.
Vytlučení věnce by nemělo přesáhnout 15 % šlaku (tloušťky věnce) u ručního zvonění, u elektrického vyzváněče 10 % šlaku. Špatně odlitý či špatně zavěšený zvon ovšem pukne snadno – a z historie víme, že zvony některých zvonařů pukají více než jiné.
Zvon může ohrozit také nános holubího trusu, pročež je dobré kostelní věže vybavit okenicemi, žaluziemi nebo alespoň pletivem v oknech. Pokud je zvon takto znečištěn, je třeba jej rýžovým (nikdy kovovým!) kartáčem vyčistit. V literatuře uváděné údaje o tom, že zvonům škodí také tuhé mrazy, pravdivé nejsou, protože k výrazným fyzikálním změnám ve zvonovině dochází až kolem −70 °C, kromě přímého mrazu ovšem může zvon ohrozit, pokud na něj prší a na jeho povrchu se pak utvoří námraza.
Vedle toho, že zvon může puknout prudkým zvoněním, může k tomu dojít též prudkým ztlumením rozeznělého zvonu.
Puklina na zvonu ani nemusí být pouhým okem patrná, ale ihned se pozná podle vadného zvuku zvonu.

### Restaurování zvonů
Pokud zvon pukne, je třeba na něj okamžitě přestat zvonit, aby nedošlo k dalšímu narušení. Puklý zvon se opravuje. V minulosti bylo jedinou možností přelití zvonu, což vedlo k neustálému ochuzování zvonového fondu o historické zvony. Zvonaři dokázali opravit veškeré příslušenství, ale u samotných zvonů se uchylovali pouze k opravám mechanickým – náhrady uražených uch šrouby, vypilování pukliny.
Od poloviny 20. století se puklé zvony restaurují, což je technicky mnohem snazší než odlít nový zvon. Před restaurováním je dobré zvon i s příslušenstvím pečlivě zdokumentovat. Oprava zahrnuje nejprve dokonalé vypilování pukliny, poté se zvon upne do armatury, jeho povrch se zahřeje na cca 600 °C a prasklina se autogenem svaří. Je nutno dokonale znát složení původního zvonového kovu a přesné rozměry zvonového žebra. 

## Alternativní postupy při výrobě zvonu

### Jiné materiály
Kromě zvonoviny se pro výrobu zvonů užívají také jiné materiály. Žádá se kvalitní zvuk, trvanlivost a odolnost vůči ohni, který je největším nebezpečím. Jako nepoužitelné materiály se prokázaly např. hliník nebo zinek.
- Ocel – Výroba ocelových zvonů je doložena už v 5. století, kdy ovšem nešlo o zvony lité, ale tepané; odlitky se vyráběly v Bavorsku v 15. století. V českých zemích se dosud nejstarší zjištěný ocelový zvon z roku 1753 nachází v Borové (okres Opava), avšak největšího rozmachu dosáhla výroba na konci 19. století a udržela se až do meziválečné doby, kdy bylo třeba nahradit ztráty z rekvizic I. světové války. K tomu se ocel hodila, neboť je lacinější než bronz. Tak bylo možno pořídit větší množství zvonů. Nemají ovšem tak plný zvuk jako zvony z bronzu. U nás se jejich výrobou zabývaly např. Chabařovické ocelárny Arnold-Kress, Vítkovické železárny a firma Škoda Plzeň.

- Mosaz – Mosaz je tradičním materiálem na zvony v zemích Orientu, tamní zvony mívají ovšem jiný tvar a jiný způsob zvonění, takže je jejich zvukový obraz zcela odlišný od zvonů evropských; v Evropě se mosaz užívá na ruční zvonky nebo na zvony malých rozměrů z obecních zvoniček a kaplí. Zpravidla se neodlévají do hliněné formy, ale do připravených keramických formiček.

- Sklo – Skleněný zvonek pro místní zvoničku byl pořízen ve sklárnách v Harrachově v roce 1788. Dnes je umístěn ve sklářském muzeu. Sklo jako materiál příliš vhodné není, protože je křehké a nemá ani tak dlouhý, plný hlas, ale u tak malého zvonku, jako je harrachovský (vysoký jen 36 cm) to není na škodu.

- Porcelán – Porcelán se výjimečně užívá na výrobu zvonů. V kostele v Rybářích se nacházely porcelánové zvony s velmi pěkným hlasem, které vyrobila porcelánka v Karlových Varech, v Drážďanech je dokonce celá zvonkohra, sestavená z malých porcelánových zvonků z nedaleké Míšně.

### Forma v minulosti
Zvony se do hliněné formy začaly odlévat asi v 5. století, do té doby se vyráběly zvony tepané. Protože šlo zpočátku o zvony malých rozměrů, bylo jednodušší vyrábět z vosku celou košili zvonu. Jak postupně rozměry zvonů vzrůstaly, začal se uplatňovat místo vosku dostupnější lůj (do nějž se případná výzdoba vyrývala), ten ale nedržel tak přesně tvar, a proto se asi od 14. století začíná uplatňovat výše uvedený postup s hliněným falešným zvonem a voskovými reliéfy.
Také šablonování formy se během věků měnilo. Na počátku bylo snadnější otáčet hliněným jádrem kolem vodorovné osy, kterou tvořilo kónické, hranaté dubové vřeteno, přičemž šablona byla upevněna. Problémem u těchto forem pak byla jejich hmotnost, které se zprvu čelilo vydlabáváním, později vyrážením vnitřku jádra, ale se stoupajícími rozměry zvonů se začíná prosazovat výše uvedený postup s pevným jádrem a pohyblivou šablonou. Přechodným stádiem bylo otáčení jádra na svislé ose kolem pevné šablony.

### Moderní metoda výroby zvonů
V poslední době se zejména v západní Evropě rozšířila také jiná metoda výroby zvonů, která spočívá v odlití zvonu do pískové formy obráceně, tj. čepcem dolů a lití středovým kanálem odspodu. Pro výrobu zvonů pro zvonohry s velmi přesným laděním (1/100 půltónu) se hotové zvony dolaďují (jen směrem „nahoru“) následným obráběním nepatrným úběrem vnitřního povrchu zvonu na vertikálním soustruhu (karuselu). Zvon však musí být přesto odlit co nejpřesněji (technicky lze docílit litím přesnosti max. cca 1/20 půltónu). Nelze zvon odlít přibližně a následně doladit tón soustružením.